# Mariana Bracetti
Mariana Bracetti (1825—1903) foi uma patriota e líder do movimento da independência de Porto Rico na década de 1860. Foi atribuída por ter bordado a bandeira que se destinava a ser usada como o emblema nacional de Porto Rico em sua tentativa de derrubar o governo espanhol na ilha e para estabelecer a ilha como uma República soberana. A tentativa de derrubada foi o Grito de Lares, e criação de Bracetti ficou conhecida como "A Bandeira de Lares". O projeto da bandeira foi adotado como a bandeira oficial do município de Lares, em Porto Rico.

## Primeiros anos
Bracetti, nascida na cidade de Añasco, em Porto Rico, conheceu e desenvolveu um relacionamento amoroso com Miguel Rojas, um empresário rico visitando Añasco. Rojas e seu irmão, Manuel, possuía um cafezal chamado "El Triunfo". Miguel e Manuel Rojas eram admiradores do Dr. Ramón Emeterio Betances e foram influenciados por seus ideais de independência de Porto Rico. Bracetti se casou com Rojas, com quem teve filhos.

## A primeira bandeira de Porto Rico
Bracetti então mudou-se para a fazenda "El Triunfo", que viria a se tornar o núcleo clandestino da revolução que seria conhecido como o "Grito de Lares".
Os irmãos Rojas se tornaram os líderes da independência em Lares e seu codinome era Centro Bravo. Manuel Rojas, cunhado de Bracetti, foi nomeado Comandante do Exército de Libertação. Mathias Brugman foi líder da independência em Mayagüez e seu grupo passou pelo codinome de Capá Prieto.
O apelido de Bracetti foi Brazo de Oro (Braço de Ouro) e foi nomeada como a líder do "Conselho Revolucionário de Lares". Betances sugeriu Bracetti tecer a primeira bandeira (inspirada na bandeira da República Dominicana) da futura "República de Porto Rico". Com os materiais fornecidos pelo Eduvigis Beauchamp Sterling, nomeado tesoureiro da revolução por Betances, Bracetti projetou e bordou a bandeira levando em consideração as sugestões de Betances. A bandeira foi dividida no meio por uma cruz latina de cor branca, os dois cantos inferiores são vermelhos e os dois cantos superiores são azuis. Uma estrela branca foi colocada no canto superior esquerdo azul. De acordo com o poeta porto-riquenho Luis Lloréns Torres, a cruz branca da bandeira revolucionária de Lares representa o anseio pela redenção da pátria; os quadrados vermelhos representam o sangue derramado pelos heróis da revolta, e a estrela branca no quadrado azul significa liberdade.

## O "Grito de Lares"
Na manhã de 23 de setembro de 1868, um exército de aproximadamente oitocentos homens reuniu-se no cafezal "El Triunfo", e Manuel Rojas passou a tomar a cidade de Lares, que iniciou a revolução conhecida como Grito de Lares. Uma vez que a cidade foi tomada, a bandeira de Bracetti foi colocada sobre o altar-mor da Igreja Paroquial. Os revolucionários declararam Porto Rico uma república, e Francisco Ramírez Medina foi empossado como o primeiro presidente, e o padre celebrou uma rápida missa.
As forças rebeldes, em seguida, partiram para assumir a próxima cidade, San Sebastián del Pepino. A milícia espanhola, no entanto, surpreendeu o grupo com forte resistência, causando grande confusão entre os rebeldes armados que, liderados por Manuel Rojas, recuaram de volta à Lares. Após uma ordem do governo, Julián Pavía, a milícia espanhola logo cercou os rebeldes. Todos os sobreviventes, incluindo Bracetti, foram presos em Arecibo e a insurreição rapidamente chegou ao fim. A bandeira original de Lares foi levada por um oficial do exército espanhol como prêmio de guerra e muitos anos depois, voltou ao povo porto-riquenho. Agora é mostrada no Museu da Universidade de Porto Rico. Oitenta dos prisioneiros morreram na prisão, Bracetti, no entanto, viveu e foi liberada em 20 de janeiro de 1869, quando o novo governo republicano espanhol concedeu-lhe anistia geral. Mariana Bracetti faleceu no município de Añasco, Porto Rico em 1903 e foi sepultada na Plaza de Añasco (Praça de Añasco). Há um monumento em sua homenagem no local onde ela está sepultada.

## Legado
Juan de Mata Terreforte, um revolucionista que lutou ao lado de Manuel Rojas no "Grito de Lares", e que foi o vice-presidente do Comitê Revolucionário de Porto Rico, uma divisão do Partido Revolucionário Cubano, na cidade de Nova Iorque, aprovou a "Bandeira de Lares", como a bandeira que representou Porto Rico. Tornou-se seu padrão até 1892, quando o projeto atual, seguindo o modelo da bandeira cubana, foi apresentado e aprovado pelo Comitê. Bracetti foi a principal tema de dois livros: El Grito de Lares, de Luis Lloréns Torres, e Brazo de Oro, de Cesáreo Rosa-Nieves. Sua memória foi homenageada em Porto Rico, onde existem escolas, ruas e avenidas que levam seu nome. Em Lares, há um museu chamado Mariana Bracetti, e há uma Mariana Bracetti Academy Charter School, em Filadélfia, Estados Unidos. A Praça Mariana Bracetti em Nova Iorque, também foi nomeada em sua homenagem.